# Eurocon 1987
Eurocon 1972, acronim pentru Convenția europeană de science fiction din 1972, a avut loc la Montpellier în  Franța, pentru a doua oară în această țară.